# Bianca Bomans
Bianca Bomans is een personage uit de Vlaamse soapserie Thuis. Bianca werd gespeeld door Merel De Vilder Robier vanaf de eerste aflevering. Ze speelde mee van reeks 1 tot reeks 5, vertrok en maakte in seizoen 14 haar comeback (op een gastrol in seizoen 12 na was ze voor de rest uit de cast). In seizoen 16 verliet ze de serie. In seizoen 20 keerde ze in juni 2015 even terug in de reeks, voor de jublileumhuwelijksverjaardag van haar vader Frank Bomans en stiefmoeder Simonne Backx te gaan vieren. Nadien vertrok ze weer naar Marokko. In juni 2016 keerde ze tijdelijk terug in de serie, om in september 2016 opnieuw te vertrekken.

## Familie
Bianca is de enige dochter uit het huwelijk van Frank Bomans en Jenny Verbeeck. Met Rosa heeft Frank ook een dochter, Peggy, die ook haar nicht, haar beste vriendin, en haar halfzus is. Ze heeft ook nog een halfzus, Kaat, die is voortgekomen als enige dochter uit het huwelijk van Frank en zijn huidige vrouw Simonne. Ze werd in 2010 moeder van een zoontje, Robin, samen met Tom, waar ze een jarenlange relatie mee had. Ze gingen echter uit elkaar vóór de geboorte van hun zoon. Nadien trouwde ze in 2010 met Mo Fawzi waarmee ze samen Robin opvoedt. Eind oktober 2019 sterven zij en Mo samen bij een auto-ongeluk.

## Biografie
Bianca is in het eerste seizoen een onzekere tiener van 17. Het zit haar echt niet mee: haar ouders gaan uit elkaar en ze wordt verkracht door haar eerste lief, Neil Feyaerts. Bovendien verlaat ze samen met haar moeder het huis en ze gaan bij Walter en Marianne wonen. Bianca leert daar ookTom kennen en de twee krijgen vrij snel een relatie, maar even later gaat ze een tijdje in Groningen wonen voor een schoolproject. Tom en Bianca nemen afscheid en houden contact, maar wanneer Tom haar gaat opzoeken in Groningen, maakt Bianca het uit.
Een jaar later komt haar verkrachter, Neil, uit de gevangenis. Hij verkracht haar een tweede keer, maar Bianca's moeder Jenny betrapt hem en slaat Neil de schedel in. Frank, Bianca en Jenny begraven Neil in de paardenstallen van Ter Smissen, maar het lijk wordt ontdekt en ze moeten alle drie voor de rechter verschijnen. Ze worden echter alle drie vrijgesproken.
Bianca begint een relatie met Werner, maar na diens verlamming laat hij Bianca vallen. Bianca begint dan opnieuw een relatie met Tom, maar is nog steeds smoorverliefd op Werner en opnieuw mislukt haar relatie met Tom.
Ondertussen studeert Bianca voor dokter. Na vijf seizoenen verhuist Bianca naar Canada, waar ze haar studies afwerkt en een succesvolle dokter wordt in Toronto. De jaren verstrijken en Bianca komt zelden nog naar België (behalve in 2006 voor de begrafenis van haar vader, die later niet echt dood bleek te zijn). Tot in 2009: opeens staat Bianca in de keuken van Ter Smissen. Ze keert terug als volwassen, assertieve vrouw en wil weer in België wonen. Ze mag onmiddellijk aan de slag in de dokterspraktijk van Ann (waar ze vroeger al stage had gelopen). En ze heeft een verrassing bij: ze blijkt reeds een jaar weer samen te zijn met haar jeugdliefde Tom. De twee verloven zich en Bianca wordt zwanger, maar wanneer ze hoort dat Tom een affaire had met haar halfzus/nicht/beste vriendin Peggy en samen met haar al een dochter heeft, wordt Bianca razend kwaad en maakt ze onmiddellijk een einde aan haar relatie met Tom. Ze liegt dat ze een abortus heeft ondergaan, maar is in feite nog steeds zwanger. Wanneer Tom hoort dat die abortus een leugen was, wil hij ook niets meer met haar te maken hebben.
Wanneer Bianca nog zes weken zwangerschap te wachten heeft, raakt ze samen met chauffeur Mo betrokken in een zwaar auto-ongeluk (Eddy rijdt met zijn truck met volle snelheid tegen hun taxi). De verwondingen zijn niet zo zwaar, maar de baby moet er wel direct uit. In de uitzending van 30 augustus 2010 wordt ze moeder van een zoontje: Robin Bomans. Ze is heel gelukkig met haar zoon en krijgt veel hulp en steun van Mo. Tom krijgt geen bezoekrecht en dreigt met een proces, zoals bij Sandrine. Om een proces moeilijker te maken, trouwt ze met Mo. Het wordt een intieme plechtigheid (alleen Jenny, Frank en Ann zijn uitgenodigd).
Wanneer Tom plotseling Robin weer wil zien en bezoekrecht opeist, zijn Mo en Bianca razend. Tom zet nogmaals een proces in gang. Tom wint het proces en krijgt co-ouderschap, maar Mo en Bianca willen Robin voor zich en verhuizen naar Marokko. Tom staat schaakmat. Hij doet nog een laatste poging. Maar als ook deze mislukt, legt hij zich neer bij de beslissing.
Anno 2015 keert ze even terug in de reeks voor het jubileum van Frank en Simonne, maar ze blijft niet lang en verdwijnt al snel weer naar Marokko. Verder keert ze ook in 2016 kort terug.
In Marokko krijgen zij en Mo (buiten beeld) een auto-ongeluk waarbij Mo op slag dood is. Niet veel later sterft Bianca aan haar verwondingen van het auto-ongeluk na een week in kritieke toestand te hebben gelegen.